# Алеипата
Алеипата (англ. Aleipata Islands) — необитаемый архипелаг из четырёх островов общей площадью 1,68 км². Расположен чуть восточнее острова Уполу (округ Атуа, Самоа). Является природоохранной территорией, так как здесь обитает множество морских птиц, в том числе исчезающий зубчатоклювый голубь, Myiagra albiventris, Alopecoenas stairi, поэтому на три из четырёх островов свободный доступ запрещён. Все четыре острова являются туфовыми конусами. До островов Нуутеле и Нуулуа можно добраться из деревни Лаломану, до Намуа и Фануатапу — из деревень Малаела, Муиателе и Амаиле.
| Название  | Площадь, км² | Расстояние до о-ва Уполу, км | Координаты                       | Краткое описание |
| --------- | ------------ | ---------------------------- | -------------------------------- | --- |
| Нуутеле   | 1,08         | 1,35                         | 14°03′50″ ю. ш. 171°25′25″ з. д. | Свободное посещение острова запрещено. Несмотря на небольшую площадь, высшая точка острова — почти 200 м над уровнем моря. |
| Нуулуа    | 0,25         | 3,35                         | 14°04′23″ ю. ш. 171°24′37″ з. д. | Свободное посещение острова запрещено. Самая южная точка страны.                                                           |
| Намуа     | 0,2          | 0,75                         | 14°01′23″ ю. ш. 171°24′56″ з. д. | Свободное посещение острова разрешено. Несколько пляжей с фале́.                                                            |
| Фануатапу | 0,15         | 2,5                          | 14°00′50″ ю. ш. 171°24′01″ з. д. | Свободное посещение острова запрещено. Работает автоматический маяк. Самая восточная точка страны.                         |